# Zsófia Kovács (triathlon)
Pour les articles homonymes, voir Zsófia Kovács.
Zsófia Kovács née le 7 février 1988 à Gyöngyös, est une triathlète hongroise, championne nationale de Hongrie élite en 2010.

## Palmarès
Le tableau présente les résultats les plus significatifs (podium) obtenus sur le circuit national et international de triathlon depuis 2009,.
| Année | Compétition                           | Pays      | Position           | Temps           |
| ----- | ------------------------------------- | --------- | ------------------ | --------------- |
| 2018  | Coupe d'Asie - étape de Hong Kong     | Hong Kong | Médaille d'or      | 1 h 2 min 52 s  |
| 2016  | Championnat d'Europe                  | Portugal  | Médaille de bronze | 2 h 4 min 24 s  |
| 2016  | Championnats d'Europe en relais mixte | Portugal  | Médaille de bronze | 1 h 7 min 19 s  |
| 2015  | Championnat sprint de Hongrie         | Hongrie   | Médaille d'argent  | 1 h 2 min 48 s  |
| 2014  | Championnat du monde en relais mixte  | Allemagne | Médaille de bronze | 1 h 19 min 31 s |
| 2013  | Championnat sprint de Hongrie         | Hongrie   | Médaille d'or      | Timing          |
| 2010  | Championnat de Hongrie                | Hongrie   | Médaille d'or      | Timing          |
| 2010  | Coupe d'Afrique - l'étape de Loutraki | Grèce     | Médaille d'argent  | 1 h 7 min 9 s   |
| 2009  | Championnats d'Europe en relais mixte | Pays-Bas  | Médaille de bronze | Timing          |